# 教宗府
教宗府（拉丁語：Prefettura della Casa Pontificia）是罗马教廷负责教宗起居的办公机构。教宗府由教宗任命的宗座侍从主管。
自格奥尔格·甘斯韦大主教于2023年2月28日卸任宗座侍从之职以来，该职至今一直空缺。 

## 职务
教宗府是由保祿六世于1967年的改革中设立的，其管辖范围曾属于几个当时互不隶属的部门，包括已被取消的礼仪部、总管办公室、宗座圣殿厅长以及教宗法庭纹章委员会等等。根据教廷规定，教宗府负责的教廷工作主要包括：
负责对接教宗对国家元首、政府首脑和其他政要以及来梵蒂冈递交国书的大使的正式公务接见。
负责安排教宗谕意的所有私人和特别接见，并负责觐见者的招待工作。
负责组织教宗主持的仪式（礼拜仪式除外）以及教宗、枢机团和罗马教廷的灵修退省。

此外，每次教宗离开宗座宫前往罗马市或在意大利境内旅行时，其出行规划也由教宗府还负责安排与监督。 

教宗府由教宗任命的宗座侍从主管，并由一名副宗座侍从协管，每人任期五年。 
梵蒂冈的宗座宮和位于甘多尔福堡的教宗别墅也由教宗府负责打理。

## 部分著名宗座侍从
- 拉斐尔·梅里·德尔瓦尔（1903–1914在任）
- 伯多祿·加斯帕里（1914–1918在任）
- 詹姆斯·哈维（1998-2012在任） [4]
  - 斯坦尼斯瓦夫·德齐维什（副教宗侍从，1998-2005在任）
- 格奥尔格·甘斯韦因(2012 [5] – 2023在任) [1]